# Goldbrust-Höschenkolibri
Der Goldbrust-Höschenkolibri (Eriocnemis mosquera) oder manchmal auch Goldbrust-Schneehöschen ist eine Vogelart aus der Familie der Kolibris (Trochilidae). Die Art hat ein großes Verbreitungsgebiet, das etwa 36.000 Quadratkilometer in den südamerikanischen Ländern Kolumbien und Ecuador umfasst. Der Bestand wird von der IUCN als „nicht gefährdet“ (least concern) eingeschätzt.

## Merkmale
Der Goldbrust-Höschenkolibri erreicht eine Körperlänge von etwa 13,4 Zentimetern. Der gerade Schnabel wird etwa 20 Millimeter lang. Die Oberseite ist strahlend grün. Die Unterseite schimmert glitzernd grün und wird kupfergrün in den Bereichen seitlich des Nackens, der Brust und des Bauchs. Die Farbe der Unterseite des gabelförmigen Schwanzes ist ein abgestumpftes Braun beim Männchen und glänzend grün beim Weibchen. Die Oberseite des Schwanzes ist bei beiden schwarz-grün. An den Füßen befinden sich weiße Federbäusche.

## Habitat

Verbreitungsgebiet des Goldbrust-Höschenkolibris

Der Goldbrust-Höschenkolibri wird oft im Nationalpark von Puracé gesehen. Man kann ihn in verkrüppelten Bergwäldern sowie buschigen Lichtungen beobachten. Er bevorzugt Krummholz und Gestrüpp-Gebiete nahe der Baumgrenze. Saisonal bedingt zieht der Goldbrust-Höschenkolibri auch weiter. Diese Wollhöschen-Art bewegt sich in Höhen zwischen 1200 und 3600 Metern.

## Verhalten
Man kann den Goldbrust-Höschenkolibri normalerweise an niedrigen Blumen im Umkreis von trockenen Büschen entdecken. Er ist aggressiv und verteidigt sein Territorium oft wie ein Pfeilgeschoss. Beim Landen schnalzt er gerne mit den Flügeln.

## Unterarten
Im Moment sind keine Unterarten des Goldbrust-Höschenkolibris bekannt. Die Art gilt als monotypisch.

## Etymologie und Forschungsgeschichte
Der Goldbrust-Höschenkolibri wurde erstmals in Pasto im Vizekönigreich Neugranada entdeckt. Adolphe Delattre und Jules Bourcier beschrieben die Art unter dem Namen Trochilus Mosquera. Später wurde sie der Gattung Eriocnemis zugeordnet. Dieser Name leitet sich von den griechischen Wörtern ἔριον érion für „Wolle“ und κνημίς knēmī́s für „Manschette, Beinschiene“ ab. Der Name mosquera ist Tomás Cipriano de Mosquera (1798–1878), einem General des Vizekönigreichs Neugranada und Schützer der Naturkunde, gewidmet.